# Jonas Brøndum
Jonas Brøndum (født 27. august 1989) er en dansk standupkomiker, som debuterede i 2012 ved DM i stand-up-comedy, hvor han nåede semifinalen.[kilde mangler] Under 10 måneder senere vandt han "Danish open i stand-up".
I 2014 var han en af de "3 nye håb" til Zulu Comedy Galla, hvor han optrådte i 2 minutter i Operaen foran størstedelen af den danske komikerverden.
I 2017 blev han nummer 3 ved DM i stand-up-comedy.
Jonas kommer oprindeligt fra Fyn. Han har siden 2010 studeret til lærer i Roskilde, hvor han også er bosat.